# Афанасьєв Ігор Якович
І́гор Я́кович Афана́сьєв (17 листопада 1953, Кравченко — 1 березня 2024, Москва) — російський та український театральний режисер, драматург, заслужений діяч мистецтв України. В останні 10 років життя жив та працював у Росії.

## Життєпис
Народився 17 листопада 1953 року в Амурській області. У 1956 році сім'я переїхала до Києва. Ігор Якович одночасно навчався на двох факультетах Київського державного інституту театрального мистецтва ім. І. К. Карпенка-Карого: в 1975 році закінчив акторський факультет, в 1977 — режисерський.
На сцені Київського національного академічного театру оперети у 1976 році зіграв ролі д'Артаньяна в мюзиклі М. Дунаєвського та М.Розовського «Три мушкетери» (реж. В.Бегма), Чарлі Чапліна у мюзиклі В.Бистрякова «Суд триває»(реж. В.Бегма) та Енея у виставі Національного театру ім. І.Франка «Енеїда» (реж. С.Данченко).
Під художнім керівництвом Сергія Данченко стажувався у театрі ім. Франка і здійснив унікальну постановку «гопак-опери» за твором Г. Квітки-Основ'яненко «Конотопська відьма» (п'єса Богдана Жолдака, муз. Ігоря Поклада). На студії «Укртелефільм» разом з режисером В.Бунєм Ігор Афанасєв створив телевізийну версію вистави франківців.
Працював художнім керівником Київського мюзик-холу, директором і художнім керівником Київського театру естради, режисером-постановником Національного Академічного драматичного театру ім. І. Франка.
У 1993 році був запрошений на роботу у США де працював до 2010 року (автор, режисер та ведучий російськомовного телебачення RTN — WMNB, директор першого загальноамериканського українського телебачення WMNB — UBN, продюсер та режисер театру «Міленіум» — Нью-Йорк). У 2001 году Створив у Нью-Йорку продюсерський центр «Театр Ігоря Афанасьєва». Спільно з Богданом Ступкою став продюсером та організатором єдиних в історії театру Франка гастролей у США з виставами «Тев'є-Тевель» та «Ревізор». З 2012 по 2014 рік — режисер національного академічного драматичного театру ім. І. Франка.
У 1998 і 1999 році був режисером постановником першої спільної україно-американської програми талановитих дітей «Peace Child». З цією виставою гастролював в Україні та в США. З акторського складу вистави почала свій творчій шлях відома співачка Наталя Корольова (Поривай), переможниця Всесвітнього конкурсу артистів балету та прима-балерина Метрополитен балету у Нью-Йорку Ірина Дворовенко, та прима-балерина Пражського театру опери та балету Вікторія Гаченко.
З 2010 року — головний режисер Амурського театру драми, з яким гастролював у США, Ізраїлі, та Китаї. У 2014 році переїхав до Росії. З 2015 року — режисер-постановник Московського державного театру естради, з 2018 року — режисер-постановник Центрального академічного театру Російської Армії.
У 2015 році написав п'єсу «Чоловічки», дія якої відбувається в утробі матері. Першим постановником вистави у Миколаївському театрі став відомий український режисер Ігор Славинський. У 2017 році пьєса Афанасьева «Сага про східний Париж» отримала гран-прі всеросійського конкурсу драматургів «Війна і мир». У 2018 році отримує гран-прі міжнародного конкурсу драматургів «Діамантовий Дюк» (США) за п'єсу «Шевальє Сірко».
У 2019 Ігор Афанасьєв став переможцем міжнародного конкурсу драматургів «Автора на сцену» — п'єса «Петро Перший. Із плоті і крові» була удостоєна сертифікату на мільйон карбованців від Міністерства культури РФ.
Постановки за п'єсами Ігоря Афанасьєва здійснені в театрах України, Білорусі, Польщі, Ізраїлю, Румунії, США, Росії.
Помер у 70-річному віці у Москві 1 березня 2024 року.

## Погляди
У 2014 році, після початку російсько-української війни, переїхав до Москви, пояснюючи це тим, що його «вигнали з України за відмову вітати один одного бандерівським гаслом». Після повномасштабного російського вторгнення в Україну так відповів дружині Героя України Ігоря Поклада: «Де ти була, коли вісім років місили громадян України на Донбасі? Ти розуміла, що в їхніх будинках гидять на підлозі і купаються в їхніх саунах? Ти про це кричала у соцмережах?».

## Творчий доробок

### Актор кіно
- «Ранкове шосе» (1988, Одеська кіностудія)
- «Кому вгору, кому вниз» (1992, Україна)
- «Дорога в нікуди» (1992, Україна)

### Режисер театру

#### Київський академічний драматичний театр ім. Лесі Українки
- 1988 — «Коник-Горбоконик»

#### Київський театр естради
- 1987 — «Від кадансу до брейкдансу»
- 1989 — «Ніф, Наф, Нуф в мюзиклі — буф!»
- 1991 — «Зірки XXI століття»
- 1992 — «Відьомські жарти»
- 1993 — «Легка вечеря на двох»
- 1993 — «Може бути и шоу»

#### Національний академічний драматичний театр ім. Івана Франка
- 1982 — «Конотопська відьма»
- 1983 — «Будинок, в якому переночував Бог»
- 1985 — «Фронт»
- 1986 — «Бунт жінок»
- 1987 — «Шиндай!»
- 1987 — «День народження кота Леопольда»
- 1988 — «Різдвяна ніч»
- 2003 — «Ревізор»
- 2008 — «Едіт Піаф. Життя в кредит»
- 2010 — «Урус-Шайтан. Байки про Сірка — кошового отамана, шевальє д'Артан'яна та турецького султана»
- 2013 — «Поміж небом та землею»

#### Театр «Міленіум» (Нью-Йорк, США)
- 2002 — «Варшавська мелодія-2»
- 2002 — «Терем, ОК!»
- 2003 — «Школа Донжуанів»
- 2010 — «Привиди Мулен-Руж», мюзикл

#### Театр «Нова Опера» (Москва, Росія)
- 2007 — мюзикл Ігоря Демаріна «Парфумер»

#### Амурський обласний театр драми (Росія)
- 2010 — «Шукачі щастя»
- 2010 — «Чотири карата» (за п'єсою «Самотня леді»)
- 2011 — «Мадам, або Сага про Східний Париж»
- 2011 — «Лузер»
- 2011 — «Різдвяна ніч»
- 2014 — «Дона Флор і двоє її чоловіків»
- 2014 — «Легка вечеря в Паттаї»
- 2021 — «Букет»

#### Московський державний театр естради
- 2015 — «Мій бідний дах» (за п'єсою Майкла Макківера «37 листівок»)

#### Московський обласний театр юного глядача (Москва, Росія)
- 2017 — «Поважний птах» (за п'єсою Яни Стародуб-Афанасьєвої)
- 2018 — «Заборонений плід» (за п'єсою Ігоря Афанасьєва)

#### Центральний академічний театр Російської Армії (Москва, Росія)
- 2018 — «Победа.doc» (за п'єсою Яни Стародуб-Афанасьєвої)
- 2018 — «Головна роль» (за п'єсою Михайла Ліфшіця)

### Сценарист кіно
- 1986 — «Конотопська відьма» (Україна)
- 1997 — «Будинок, який побудувала Джеккі…» (США)
- 2006 — «Гра в шиндай» (Росія) реж. А. Розумовський (від авторства сценарію відмовився)
- 2007 — «Лузер», режисер Олександр Абдулов
- 2008 — «Автобус» (Серії «Богданчик», «Ваші документи»)
- 2011 — «Петро Перший. Заповіт», режисер Володимир Бортко
- 2012 — «Німий», режисер Олександр Ітигілов

### Книги
- Ігор Афанасьєв. Phantomlove.com: Роман / Худож.-оформлювач А. С. Юхтман Яків Петрович Яків Петрович. — Харків: Фоліо; М.: ТОВ «Видавництво АСТ», 2001. — 394 с.
- Ігор Афанасьєв. Мурашиний Бог. — Видавництво Print4u, NY, 2005.
- Віталій Жежера. Скоморох, або Театр Ігоря Афанасьєва. — Київ, 2007.
- Ігор Афанасьєв: Полукровка [кіноповісті] / [Передмова Володимира Бортко]. — Київ: Видавництво журналу «Радуга», 2013. — 420 с.
- Ігор Афанасьєв; Угол отражения / Роман [Передмова Анатолія Крима].  — Київ: Видавництво «Радуга», 2021.

### Постановки п'єс Ігоря Афанасьєва
- 1987 — «Шиндай», Вінницький обласний музично-драматичний театр (Україна). Режисер Віталій Селезньов.
- 1989 — «Шиндай», драматичний театр м. Кельце (Польща). Режисер Віталій Селезньов.
- 1992 — «Легка вечеря на двох», Вінницький обласний музично-драматичний театр (Україна). Режисер Віталій Селезньов.
- 1993 — «Легка вечеря на двох», Київський театр естради. Режисер Ігор Афанасьєв.
- 2001 — «В трьох кроках від Бродвею», Вінницький обласний музично-драматичний театр (Україна). Режисер Віталій Селезньов.
- 2002 — «Варшавська мелодія-2», Продюсерський центр «Театр Ігоря Афанасьєва» (США). Режисер Ігор Афанасьєв.
- 2002 — «Терем ' ОК!», Продюсерський центр «Театр Ігоря Афанасьєва» (США). Режисер Ігор Афанасьєв.
- 2003 — «Школа Донжуанів», Продюсерський центр «Театр Ігоря Афанасьєва» (США). Режисер Ігор Афанасьєв.
- 2005 — «Пані вдача», Гомельська російський театр (Білорусь). Режисер Андрій Гузій.
- 2005 — «Гарден Стейт Парквей», Миколаївський театр (Україна). Режисер Ігор Славінській.
- 2006 — «Поміж небом та землею», Житомир (Україна). Режисер Наталія Тімошкіна.
- 2006 — «Віддайте мої роги» (за п'єсою «Гарден Стейт Паркв'ю»), Тель-Авів (Ізраїль). Режисер Олександр Каневський.
- 2007 — «Поміж небом та землею», Херсонський театр (Україна). Режисер Сергій Павлюк.
- 2007 — «Поміж небом та землею» Сімферопольський крімськотатарській театр. Режисер Оксана Дмитрієва.
- 2007 — «Місто Ялта, Бабине літо», Миколаївський український театр. Режисер Ігор Славінській.
- 2008 — «Самотня леді», театр Сузір'я (Київ). Режисер Ігор Славінській
- 2010 — «Фігурант» (за п'єсою «Самотня леді»), Дніпропетровський російський театр (Україна). Режисер Володимир Саранчук.
- 2010 — «Самотня леді», Національний академічний драматичний театр ім. І. Франка (Київ, Україна). Режисер Петро Ільченко.
- 2010 — «Чотири карата» (за п'єсою «Самотня леді»), Амурська обласний театр драми. Режисер Ігор Афанасьєв.
- 2010 — "Урус-Шайтан. Байки про Сірка — кошового отамана, шевальє д'Артан'яна та турецького султана ", Національний академічний драматичний театр ім. І. Франка (Київ, Україна). Режисер Ігор Афанасьєв.
- 2011 — «Мадам, або Сага про Східний Париж», Амурський обласний театр драми (Росія). Режисер Ігор Афанасьєв.
- 2011 — «Лузер» (за п'єсою «Гарден Стейт Парквей»), Амурська обласний театр драми (Росія). Режисер Ігор Афанасьєв.
- 2012 — «Самотня леді», Київський академічний обласний музично-драматичний театр ім. П. К. Саксаганського (Україна). Режисер Ігор Славінській.
- 2012 — «Поміж небом та землею», Гомельська обласний драматичний театр (Білорусь). Режисер Сергій Павлюк.
- 2012 — «Хто кому Рабинович?», Київський академічний обласний музично-драматичний театр ім. П. К. Саксаганського (Україна). Режисер Ігор Афанасьєв.
- 2012 — «Лузер» (за п'єсою «Гарден Стейт Паркв'ю»), Київський академічний обласний музично-драматичний театр ім. П. К. Саксаганського (Україна). Режисер Тарас Мазур.
- 2012 — «Поміж небом та землею», Національний академічний драматичний театр ім. І. Франка (Київ, Україна). Режисер Ігор Афанасьєв.
- 2013 — «Шиндай!», Київський державний театр юного глядача на Липках (Україна). Режисер Ігор Афанасьєв.
- 2014 — «Поміж небом та землею», Державний російський драматичний театр Удмуртії (м Іжевськ, Росія). Режисер Сергій Павлюк.
- 2014 — «Самотня леді», Рівненський академічний музично-драматичний театр (Україна). Режисер Ігор Афанасьєв.
- 2014 — «Легка вечеря в Паттаї», Амурська обласний театр драми (Росія). Режисер Ігор Афанасьєв.
- 2014 — «Троє зовсім і не поросят», Амурська обласний театр драми (Росія). Режисер Ігор Афанасьєв.
- 2015 — «2 + 2» (за п'єсою «Заборонений плід»), Миколаївський академічний український театр драми та Музичної комедії (Україна). Режисер Ігор Славінський.
- 2018 — «Заборонений плід», ТЮГ (Росія) Режисер Ігор Афанасьєв.
- 2018 — «Заборонений плід», Камишинський драматичний театр (Росія). Режисер Андрій Бакін.
- 2019 — «Шевальє Іван Сірко», Миколаївський академічний український театр драми та Музичної комедії (Україна). Режисер Сергій Павлюк.
- 2020 — «Хто кому Рабинович?», Дніпровський національний академічний театр ім. Т. Г. Шевченка (Україна), режисер Олександр Варун.

## Нагороди та звання
- Заслужений діяч мистецтв України
- Лауреат премії ім. Островського (1978);
- Лауреат премії ім. Бойченко (1980);
- Лауреат міжнародного конкурсу кіносценаристів, Ялта (2006);
- Лауреат премії «Київська Пектораль» (спектакль «Едіт Піаф. Життя в кредит», 2009).
- Переможець драматургічного конкурсу «Війна і мир», Москва (п'єса «Сага про Східному Паріжі» 2017).
- Переможець міжнародного конкурсу драматургів «Діамантовий Дюк», (п'єса «Шевальє Сірко», 2018).
- Переможець міжнародного драматургічного конкурсу «Автора на сцену», Москва (п'єса «Петро Перший. Із плоті и крові», 2019).